# 摩星嶺食水配水庫
摩星嶺食水配水庫（英語：Mount Davis Fresh Water Service Reservoir）是香港一個食水配水庫，位於香港島摩星嶺，容量為127,000立方米，為島上最大規模的配水庫，於1966年啟用。
摩星嶺食水配水庫的頂為設有草坪。2011年初，當局擬斥資約400萬港元翻新該處供行山人士使用。另外，政府也在施政報告中提議將配水庫配到附近的岩洞，原址則改為發展住宅之用。